# Town and Country Planning Association
La Town and Country Planning Association (TCPA), que l'on peut traduire par l'Association d'aménagement des territoires urbains et ruraux, est une association à but non lucratif fondée en 1899 en Angleterre. Son objectif est de développer les connaissances en matière d’aménagement du territoire.
Le géographe et urbaniste britannique Peter Hall en fut le président.

## Historique
L’association fut fondée par Ebenezer Howard en 1899 pour promouvoir son concept de Cité-jardin. Elle est la plus ancienne association environnementale d’Angleterre ainsi que la première association à s’occuper de l’aménagement et de la question du logement.

## Organisation
Le TCPA est un organisme unique, œuvrant dans les secteurs du développement, de l'environnemental et des questions de justice sociale. Cette association, à cheval entre ONG, think-tank et groupe de pression, travaille sur une large gamme d’activités. Elle produit de la recherche, analyse la politique gouvernementale sur les questions d’aménagement et de logement, fait du lobbying, organise des évènements, des formations, produit de nombreuses publications, etc.

## Objectifs
- Garantir un accès universel à un logement décent et une maison bien conçue dans un environnement à échelle humaine combinant le meilleur de la ville et de la campagne.
- Donner les moyens à la population et les communautés d’influencer les décisions qui les concernent.
- Améliorer le fonctionnement de l’aménagement du territoire et le rendre conforme aux principes du développement durable[2].

## Les projets

### Cités-jardins
Le TCPA remet les Cités-jardins sur l’agenda politique puisque le gouvernement a récemment insisté sur l’opportunité qu'elles représentent pour résoudre la crise du logement.
La Cité-Jardin d'aujourd’hui doit répondre aux principes suivants :
- La captation des plus-values foncières pour le bénéfice de la communauté
- Un système de transport intégré, accessible et à faible émission de carbone
- Vision ambitieuse, sens du leadership et forte implication des habitants
- Gestion durable et maintenance des biens de la communauté
- Des logements abordables pour tous
- Une offre importante d’emplois locaux à distance raisonnable du domicile
- Des habitations dotées de jardins et intelligemment conçues pour des communautés saines
- Un développement qui favorise l’environnement naturel
- Des installations commerciales, culturelles et de loisirs adaptés aux piétons

### Projets européens
- LEAP http://leap-eu.org/
- GRaBS http://www.grabs-eu.org/
- SPECIAL http://www.special-eu.org/